# Vokliški izvir
Vokliški izvir je tip kraškega izvira poimenovanega po izviru Fontaine-de-Vaucluse v pokrajini Vaucluse v Provansi na jugu Francije, 25 kilometrov vzhodno od Avignona. Za izvire tega tipa je značilno, da voda iz velikih globin pod pritiskom po strmih kanalih priteka na površje. Podoben tip izvira je vrulja, ki je z morjem zalit kraški izvir. 
V Sloveniji je vokliški izvir Divje jezero pri Idriji.